# Liste der von ScummVM unterstützten Spiele
Dieser Artikel listet Computerspiele auf, die vom Spiel-Engine-Interpreter ScummVM offiziell unterstützt werden. Die Spiele sind nach Entwicklerstudio und gegebenenfalls nach verwendeter Engine sortiert. Falls vorhanden, werden deutsche Titulierungen verwendet.

## Adeline Software International
- Little Big Adventure

## Access Software
- Amazon: Guardians of Eden

## Activision / Infocom / Zombie Studios (MADE, ZVision)
- Leather Goddesses of Phobos 2
- Muppet Treasure Island
- Return to Zork
- Rodney’s Funscreen
- Zork: Der Großinquisitor
- Zork Nemesis

## Adventure Soft (AGOS)
- ...A Personal Nightmare
- Elvira: Mistress of the Dark
- Elvira II
- Waxworks
- Simon the Sorcerer
- Simon the Sorcerer 2: Der Löwe, der Zauberer & der Schrank
- Floyd: Es gibt noch Helden
- Simon the Sorcerer's Puzzle Pack: Demon in my Pocket, Jumble, NoPatience, Swampy Adventures

## Aftermath Media
- Die Versuchung

## Alcachofa Soft
- Drascula: The Vampire Strikes Back

## Animation Magic
- Darby the Dragon
- Gregory and the Hot Air Balloon
- Magic Tales: Liam Finds a Story
- Magic Tales: Sleeping Cub’s Test of Courage
- Magic Tales: The Princess and the Crab

## Artech Digital Entertainment
- Gnap: Der Schurke aus dem All

## Brooklyn Multimedia
- Spider-Man: Die Gnadenlosen Sechs

## Buka Entertainment
- Red Comrades 1: Save the Galaxy
- Red Comrades 2: For the Great Justice

## Boffo Games
- The Space Bar

## Burst
- Toonstruck

## Clipper Software
- Touché: Die Abenteuer des fünften Musketiers

## Coktel Vision
- Adibou 1
- Adibou 2
- Bargon Attack
- Fascination
- Geisha
- Gobliiins
- Gobliins 2
- Goblins 3
- Lost in Time
- Once Upon A Time: Little Red Riding Hood
- Playtoons 1: Uncle Archibald
- Playtoons 2: The Case of the Counterfeit Collaborator
- Playtoons 3: The Secret of the Castle
- Playtoons 4: The Mandarin Prince
- Playtoons 5: The Stone of Wakan
- Playtoons: Bambou le Sauveur de la Jungle
- Urban Runner
- Ween: The Prophecy
- Woodruff and the Schnibble of Azimuth

## Creative Reality
- Dreamweb

## Cryo Interactive
- Versailles 1685

## Cyan Worlds
- Myst
- Myst: Masterpiece Edition
- Riven
- The Manhole

## Daedalic Entertainment
- 1½ Ritter – Auf der Suche nach der hinreißenden Herzelinde

## Delphine Software International (Cinématique)
- Cruise for a Corpse
- Future Wars
- Operation Stealth

## Detalion / LK Avalon
- Reah: Face the Unknown
- Schizm

## Disney Interactive Victoria
- Hades Challenge

## DreamForge Intertainment
- Sanitarium – Der Wahnsinn ist in Dir

## Dynabyte Software (Parallaction)
- Nippon Safes Inc.

## Dynamix
- Rise of the Dragon

## Electronic Arts
- Escape From Hell

## Entertainment Software Partners
- Voyeur

## Evryware (AGI)
- Manhunter: New York
- Manhunter 2: San Francisco

## Gray Design Associates
- Hugo’s House of Horrors
- Hugo 2: Whodunit?
- Hugo 3: Jungle of Doom

## HeR Interactive
- Nancy Drew: Message in a Haunted Mansion
- Nancy Drew: Secrets Can Kill
- Nancy Drew: Stay Tuned for Danger
- Nancy Drew: The Final Scene
- Nancy Drew: Treasure in the Royal Tower
- The Vampire Diaries

## Humongous Entertainment (Auszug)
- Backyard Baseball
- Backyard Basketball
- Backyard Football
- Big Thinkers First Grade
- Big Thinkers Kindergarten
- Blue’s 123 Time Activities
- Blue’s ABC Time Activities
- Blue’s Art Time Activities
- Blue’s Birthday Adventure
- Blue’s Reading Time Activities
- Blue’s Treasure Hunt
- Fatty Bear’s Birthday Surprise
- Fatty Bear’s Fun Pack
- Fritzi Fisch und der verschwundene Schatz
- Fritzi Fisch 2 und das Flossengespenst
- Fritzi Fisch und der Fall der gestohlenen Trompetenschnecke
- Freddi Fisch und das Geheimnis der Salzwasserschlucht
- Freddi Fisch und das Rätsel der Korallenbucht
- Let’s Explore the Airport with Buzzy
- Let’s Explore the Farm with Buzzy
- Let’s Explore the Jungle with Buzzy
- Moonbase Commander
- Pyjama Pit: Keine Angst im Dunkeln
- Pyjama Sam: Donner und Blitz machen mir nix
- Pyjama Sam: Süssigkeiten kriegen Saures
- Putt-Putt Joins the Parade
- Putt-Putt Goes to the Moon
- Töff-Töff geht zum Zirkus
- Töff-Töff rettet den Zoo
- Töff-Töff reist durch die Zeit
- Töff-Töff und das große Rennen
- Spy Fox in „Das Milchkartell“
- Spy Fox in „Operation Robohund“
- Spy Fox in „Alarm im Weltall“

## Hypnotix
- Soldier Boyz
- Wetlands: Tief durchatmen!

## Incentive Software
- Castle Master
- Dark Side
- Driller
- Total Eclipse
- Total Eclipse 2

## Infogrames / Simon & Schuster
- Private Eye

## Interactive Binary Illusions
- Flight of the Amazon Queen

## Inscape
- The Dark Eye

## KD-Lab
- Marvellous Mice Adventures: Meeting Sea Rat
- Marvellous Mice Adventures: Sea Rat's Birthday
- Mask Show
- The Adventures of the Good Soldier Schweik
- Wait for it! Issue 3. Song for a Hare

## Kirin Entertainment
- Plumbers Don’t Wear Ties

## Lankhor
- Der Landsitz von Mortville

## Living Books
- Aesop’s Fables: The Tortoise and the Hare
- Arthur’s Birthday
- Arthur’s Teacher Trouble
- Dr. Seuss’s ABC
- Green Eggs and Ham
- Harry and the Haunted House
- Just Grandma and Me
- Little Monster at School
- Ruff’s Bone
- Sheila Rae, the Brave
- Stellaluna
- The Berenstain Bears Get in a Fight
- The Berenstain Bears in the Dark
- The New Kid on the Block

## LucasArts
- Maniac Mansion
- Zak McKracken and the Alien Mindbenders
- Indiana Jones and the Last Crusade
- Loom
- The Secret of Monkey Island
- Monkey Island 2: LeChuck’s Revenge
- Indiana Jones and the Fate of Atlantis
- Maniac Mansion: Day of the Tentacle
- Sam & Max Hit the Road
- Vollgas: Full Throttle
- The Dig
- The Curse of Monkey Island
- Grim Fandango
- Flucht von Monkey Island

## LK Avalon
- Sfinx
- Sołtys

## Magnetic Scrolls
- Corruption
- Fish!
- Jinxter
- Myth
- The Guild of Thieves
- The Pawn
- Wonderland

## Merit Studios
- Bud Tucker in Double Trouble

## Metropolis Software House
- Galador: Der Fluch des Prinzen
- Teen Agent

## Microïds
- Syberia
- Syberia II

## MicroProse
- Rex Nebular and the Cosmic Gender Bender

## mindFactory
- Baphomets Fluch 2.5

## Monkeystone Games
- Hyperspace Delivery Boy!

## MP Entertainment
- Hopkins FBI

## Mythos Software
- Die ungelösten Fälle von Sherlock Holmes: Das Geheimnis der tätowierten Rose
- Die ungelösten Fälle von Sherlock Holmes: Das gezackte Skalpell

## Nayma Software
- Tony Tough and the Night of the Roasted Moths

## New Generation Software
- Chewy: Esc von F5

## New World Computing
- Might and Magic Book One: The Secret of the Inner Sanctum
- Might and Magic IV: Clouds of Xeen
- Might and Magic V: Darkside of Xeen
- Might and Magic: World of Xeen
- Might and Magic: Swords of Xeen

## NoSense
- Dragon History

## Off Studio
- Five Lethal Demons
- Five Magical Amulets
- Helga Deep In Trouble

## Origin Systems
- Crusader: No Remorse
- Ultima IV: Quest of the Avatar
- Ultima VI: The False Prophet
- Ultima VIII: Pagan

## Perfect Entertainment
- Discworld
- Discworld II – Vermutlich vermisst

## Pipe Studio
- Full Pipe

## Polarware
- Oo-Topos
- The Crimson Crown: Further Adventures in Transylvania
- Transylvania

## Presto Studios
- Myst III: Exile
- The Journeyman Project: Pegasus Prime
- The Journeyman Project 2: Buried in Time

## Pyrodactyl Games
- Unrest

## Reactor Inc.
- Spaceship Warlock

## Revistronics
- 3 Skulls of the Toltecs

## Revolution Software
- Lure of the Temptress
- Beneath a Steel Sky
- Baphomets Fluch
- Baphomets Fluch II: Die Spiegel der Finsternis

## Rocket Science Games
- Obsidian

## Sanctuary Woods
- Orion Burger

## Sierra Entertainment

### Adventure Development Language (ADL)
- Cranston Manor
- Mission Asteroid
- Mystery House
- The Dark Crystal
- Time Zone
- Ulysses and the Golden Fleece
- Wizard and the Princess

### PreAGI
- Troll’s Tale
- Mickey’s Space Adventure
- Winnie the Pooh in the Hundred Acre Wood

### Adventure Game Interpreter (AGI)
- Gobliiins
- Gobliins 2
- Goblins 3
- Gold Rush!
- Kings Quest: Quest for the Crown
- King’s Quest II: Romancing the Throne
- King’s Quest III: To Heir Is Human
- King’s Quest IV: The Perils of Rosella
- Mixed-Up Mother Goose
- Space Quest I
- Space Quest II
- Police Quest: In Pursuit of the Death Angel
- Playtoons 1: Uncle Archibald
- Playtoons 2: The Case of the Counterfeit Collaborator
- Playtoons 3: The Secret of the Castle
- Playtoons 4: The Mandarin Prince
- Playtoons 5: The Stone of Wakan
- Leisure Suit Larry in the Land of the Lounge Lizards
- The Black Cauldron
- und viele Hobbyprojekte

### Sierra Creative Interpreter (SCI)
- Castle of Dr. Brain
- Codename: ICEMAN
- Conquests of Camelot
- Conquests of the Longbow
- EcoQuest: Die Suche nach Cetus
- EcoQuest 2: Das Geheimnis des Regenwalds
- Freddy Pharkas: Frontier Pharmacist
- Gabriel Knight: Sins of the Fathers
- Gabriel Knight 2: The Beast Within: A Gabriel Knight Mystery
- Gobliiins
- Gobliins 2
- Goblins 3
- Hoyle Children’s Collection
- Hoyle Classic Card Games
- Hoyle Classic Games
- Hoyle Bridge
- Hoyle Solitaire
- Hoyle’s Official Book of Games: Volume 1
- Hoyle’s Official Book of Games: Volume 2
- Hoyle’s Official Book of Games: Volume 3
- Jones in the Fast Lane
- Kings Quest: Quest for the Crown
- King’s Quest IV: The Perils of Rosella
- King’s Quest V: Absence Makes the Heart Go Yonder!
- King's Quest VI: Heute geerbt und morgen verschwunden
- King’s Quest VII: Die prinzlose Braut
- King's Questions
- Laura Bow: The Colonel’s Bequest
- Laura Bow 2: Der Dolch des Amon Ra
- Leisure Suit Larry 1: In the Land of the Lounge Lizards
- Leisure Suit Larry Goes Looking for Love (In Several Wrong Places)
- Leisure Suit Larry 3: Passionate Patti auf der Suche nach vibrierenden Muskeln!
- Leisure Suit Larry 5: Passionate Patti macht beim Geheimdienst mit
- Leisure Suit Larry 6: Reiß’ auf oder schieb ab!
- Leisure Suit Larry 7: Yacht nach Liebe!
- Lighthouse: The Dark Being
- Mixed-up Fairy Tales
- Mixed-up Mother Goose
- Mixed-Up Mother Goose Deluxe
- Pepper’s Adventures in Time
- Phantasmagoria 1: Beten Sie, dass es nur ein Alptraum ist
- Phantasmagoria 2: Labor des Grauens
- Playtoons 1: Uncle Archibald
- Playtoons 2: The Case of the Counterfeit Collaborator
- Playtoons 3: The Secret of the Castle
- Playtoons 4: The Mandarin Prince
- Playtoons 5: The Stone of Wakan
- Police Quest: In Pursuit of the Death Angel
- Police Quest 2: The Vengeance
- Police Quest 3: The Kindred
- Police Quest: Open Season
- Police Quest: SWAT
- Quest for Glory I: So You Want to Be a Hero
- Quest for Glory II: Trial by Fire
- Quest for Glory III: Der Lohn des Krieges
- Quest for Glory IV: Schatten der Dunkelheit
- Rendezvous im Weltraum
- Shivers
- Slater & Charlie go camping
- Space Quest I
- Space Quest III
- Space Quest IV
- Space Quest V
- Space Quest VI
- The Island of Dr. Brain
- Urban Runner
- Torins Passage
- Ween: The Prophecy
- Woodruff and the Schnibble of Azimuth

## Squinky
- Chivalry is Not Dead

## Syn9 (Daniel Kennedy)
- The Griffon Legend

## Synergy Inc.
- Gadget: Invention, Travel, & Adventure
- L-ZONE

## Team17
- Nightlong: Union City Conspiracy

## The Digital Village
- Raumschiff Titanic

## The Dreamers Guild (SAGA)
- Erben der Erde: Die große Suche
- Halls of the Dead: Faery Tale Adventure II
- I Have No Mouth, and I Must Scream

## The Illusions Gaming Company
- Blazing Dragons
- Duckman: Ente süß-sauer

## The Neverhood, Inc.
- The Neverhood

## Terra Nova Development
- The Labyrinth of Time

## Terrible Toy Box
- Thimbleweed Park

## Thomas und Steffen Dingel
- Mission Supernova Teil 1: Das Schicksal des Horst Hummel
- Mission Supernova Teil 2: Der Doppelgänger

## Trilobyte
- Clandestiny
- The 7th Guest
- The 11th Hour: Der Nachfolger von 7th Guest
- Uncle Henry’s Playhouse

## Tsunami Media
- Blue Force
- Return to Ringworld
- Ringworld: Revenge of the Patriarch

## Viacom New Media
- Beavis and Butt-Head in Virtual Stupidity

## Virtual Image Productions
- Kingdom: The Far Reaches

## Wadjet Eye Games
- Blackwell Unbound
- Da New Guys: Day of the Jackass
- Old Skies
- Primordia
- Shardlight
- Strangeland
- Technobabylon
- Blackwell Convergence
- Blackwell Deception
- Blackwell Epiphany
- Blackwell Legacy
- The Excavation of Hob's Barrow
- The Shivah

## Wanderlust Interactive
- Pink Panthers gefährliche Mission
- Pink Panther und die Zauberformel

## Westwood Studios
- Blade Runner
- Eye of the Beholder
- Eye of the Beholder 2: Legende von Darkmoon
- Lands of Lore: The Throne of Chaos
- The Legend of Kyrandia: Book One
- The Legend of Kyrandia 2: Book Two: Hand of Fate
- The Legend of Kyrandia 3: Book Three: Malcolm’s Revenge

## Adventure Game Studio (Engine)
- Gobliiins 5
- Kathy Rain
- Maniac Mansion Deluxe
- Maniac Mansion Mania (diverse Episoden)
- Rosewater
- Soviet Unterzoegersdorf: Sector I
- Soviet Unterzoegersdorf: Sector II
- Whispers of a Machine
- und vieles mehr…[1]

## Director (Engine)
- Chop Suey
- Eastern Mind
- Wrath of the Gods
- und vieles mehr…[2]

## Wintermute (Engine)
- Bickadoodle
- Dead City
- Dirty Split
- Rosemary
- The White Chamber